# Dalarnas län
Koordinaten: 60° 57′ N, 14° 21′ O

Dalarnas län, das bis 1997 Kopparbergs län hieß, ist eine Provinz (län) in Schweden.

## Geographie
Das Territorium von Dalarnas län macht 6,8 % der Fläche des schwedischen Staatsgebietes aus. Es entspricht im Wesentlichen der historischen Provinz (landskap) Dalarna. Außerdem gehört zur Provinz ein kleiner Teil der historischen Provinz Västmanland bei Grängesberg, wohingegen ein kleines Gebiet um Tandsjöborg im Osten des historischen Dalarna heute Teil von Gävleborgs län ist.
In den nordwestlichsten Gemeinden Älvdalen und Malung-Sälen liegen, wie auch in der Gemeinde Härjedalen in der Provinz Jämtlands län, die südlichsten Ausläufer der schwedischen Fjälllandschaft.

### Die höchsten Berge in der Provinz Dalarnas län
Alle Berge liegen im nordwestlichsten Zipfel von Dalarnas län und gleichermaßen im Nordwesten der Gemeinde Älvdalen. Neun der höchsten Berge liegen im Naturschutzgebiet Långfjällets im äußersten Nordwesten von Älvdalen, drei Berge liegen etwas weiter südöstlich im Naturschutzgebiet Städjan-Nipfjällets, und vier Berge wiederum weiter östlich im Naturschutzgebiet Vedungsfjällens. Zwei Berge liegen südlich des Långfjällets im Naturschutzgebiet Drevfjällens im Grenzgebiet zu Norwegen.
|     | Gipfel                            | Höhe            | Sh    | Lage |
| --- | --------------------------------- | --------------- | ----- | --- |
| 1.  | Storvätteshågna (Gealta)          | 1204 m ö.h.     | 306 m | im NSG Långfjällets                                                                                               |
| 2.  | Sömlinghågna                      | 1196 m ö.h.     | 490 m | im NSG Vedungsfjällens, auf der Grenze zur Provinz Jämtlands län                                                  |
| 3.  | Nipfjället, Mulen                 | 1191 m ö.h.     | 442 m | im NSG Städjan-Nipfjällets                                                                                        |
| 4.  | Härjåhågna (norw. Herjehogna)     | 1185 m ö.h.     | 488 m | im NSG Drevfjällens, auf der Grenze zu Norwegen                                                                   |
| 5.  | Städjan                           | 1131 m ö.h.     | 205 m | im NSG Städjan-Nipfjällets                                                                                        |
| 6.  | Slagufjället (Sluvventjahke)      | 1129 m ö.h.     | 335 m | im NSG Långfjällets                                                                                               |
| 7.  | Slagebäckstöten                   | 1106 m ö.h.     | 135 m | im NSG Städjan-Nipfjällets                                                                                        |
| 8.  | Jakobshöjden (Jaakobentjahke)     | 1103 m ö.h.     | 190 m | im NSG Långfjällets                                                                                               |
| 9.  | Fonnfjället                       | 1096 m ö.h.     | 190 m | im NSG Vedungsfjällens                                                                                            |
| 10. | Häggingfjället                    | 1090 m ö.h.     | 172 m | im NSG Vedungsfjällens                                                                                            |
| 11. | Hvidhognarøysa, Pt. 1087          | 1087 m ö.h.     | 0 m   | im NSG Drevfjällens. Der höchste Punkt des Hvidhognarøysa (1100 m; Sh: 188 m) liegt auf norwegischem Staatsgebiet |
| 12. | Präahta                           | ca. 1084 m ö.h. | 75 m  | im NSG Långfjällets                                                                                               |
| 13. | Stro-Uckuvålen                    | 1082 m ö.h.     | 230 m | im NSG Vedungsfjällens                                                                                            |
| 14. | Fosksjökläpparna                  | 1072 m ö.h.     | 104 m | im NSG Långfjällets                                                                                               |
| 15. | Syndre Hävlingskläppen (Naehpege) | 1068 m ö.h.     | 130 m | im NSG Långfjällets                                                                                               |
| 16. | Lillvätteshågna (Onne Gealta)     | 1066 m ö.h.     | 154 m | im NSG Långfjällets                                                                                               |
| 17. | Näsfjället                        | 1061 m ö.h.     | 192 m | im NSG Långfjällets, auf der Grenze zur Provinz Jämtlands län                                                     |
| 18. | Djupgravstöten                    | 1057 m ö.h.     | 110 m | im NSG Långfjällets                                                                                               |

Anmerkung: «Schartenhöhe» wird mit Sh abgekürzt; «Naturschutzgebiet» wird mit NSG abgekürzt.

## Bevölkerung
Der Anteil an der Gesamtbevölkerung Schwedens beträgt 3 %.

## Gemeinden und Orte

### Gemeinden
Dalarnas län besteht aus 15 Gemeinden (schwedisch: kommuner).
| Gemeinde     | Einwohner |
| ------------ | --------- |
| Älvdalen     | 06.882    |
| Avesta       | 22.417    |
| Borlänge     | 51.425    |
| Falun        | 59.945    |
| Gagnef       | 10.384    |
| Hedemora     | 15.281    |
| Leksand      | 16.137    |
| Ludvika      | 26.634    |
| Malung-Sälen | 10.254    |
| Mora         | 20.540    |
| Orsa         | 06.851    |
| Rättvik      | 10.998    |
| Säter        | 11.223    |
| Smedjebacken | 10.823    |
| Vansbro      | 06.752    |

(Stand: 31. Dezember 2024)

### Größte Orte

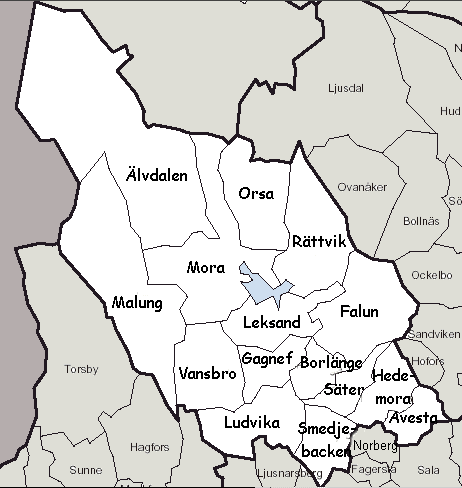
Gemeinden in Dalarnas län

| Gemeinde     | Einwohner (31. Dezember 2010) |
| ------------ | ----------------------------- |
| Borlänge     | 41.734                        |
| Falun        | 37.291                        |
| Avesta       | 14.506                        |
| Ludvika      | 14.498                        |
| Mora         | 10.896                        |
| Hedemora     | 07.273                        |
| Leksand      | 05.934                        |
| Orsa         | 05.308                        |
| Malung       | 05.126                        |
| Smedjebacken | 05.100                        |